# Молуци (провинција)
Молуци (инд. Provinsi Maluku) индонежанска су провинција. Обухвата средишње и јужно подручје Молучких острва. Највећи и главни град провинције је Амбон на истоименом острву. Према попису из 2010. у Провинцији Молуци живело је 1.533.506 становника, док према процени из јануара 2014. имају 1.657.400 становника.
Сва Молучка острва су од 1950. до 1999. била део исте провинције. Северни део Молука је издвојен 1999. године и формирана је провинција Северни Молуци (инд. Maluku Utara).

## Административна подела
Провинција Молуци чини девет округа (инд. kabupaten) и два града (инд. kota) Амбон и Туал. Испод је списак округа, са административним центрима, и градова.
| Округ                              | Главни град      | Површина (km²) | Број становника према попису из 2010. | Процена броја становника за 2014. |
| ---------------------------------- | ---------------- | -------------- | ------------------------------------- | --------------------------------- |
| Амбон (инд. )                      |                  | 298,61         | 331.254                               | 368.987                           |
| Туал (инд. )                       |                  | 254,39         | 58.082                                | 64.698                            |
| Острва Ару (инд. )                 | Добо             | 8152,42        | 84.138                                | 93.722                            |
| Буру                               | Намлеа           | 4932,32        | 108.445                               | 120.798                           |
| Источни Серам (инд. )              | Була или (инд. ) | 6429.88}}      | 99065}}                               | 110350}}                          |
| Југозападни Молуци (инд. )         | Тијакур          | 4581,06        | 70.714                                | 78.769                            |
| Југоисточни Молуци (инд. )         | Лангур           | 1031,81        | 96.442                                | 107.428                           |
| Јужни Буру (инд. )                 | Намроле          | 3780,56        | 53.671                                | 59.785                            |
| Западни Серам (инд. )              | Пиру или (инд. ) | 4046,35        | 164.654                               | 183.412                           |
| Западни југоисточни Молуци (инд. ) | Саумлаки         | 4465,79        | 105.341                               | 117.341                           |
| Средишњи Молуци (инд. )            | Масохи           | 7953,81        | 361.698                               | 402.900                           |